# 戶狩野澤溫泉站

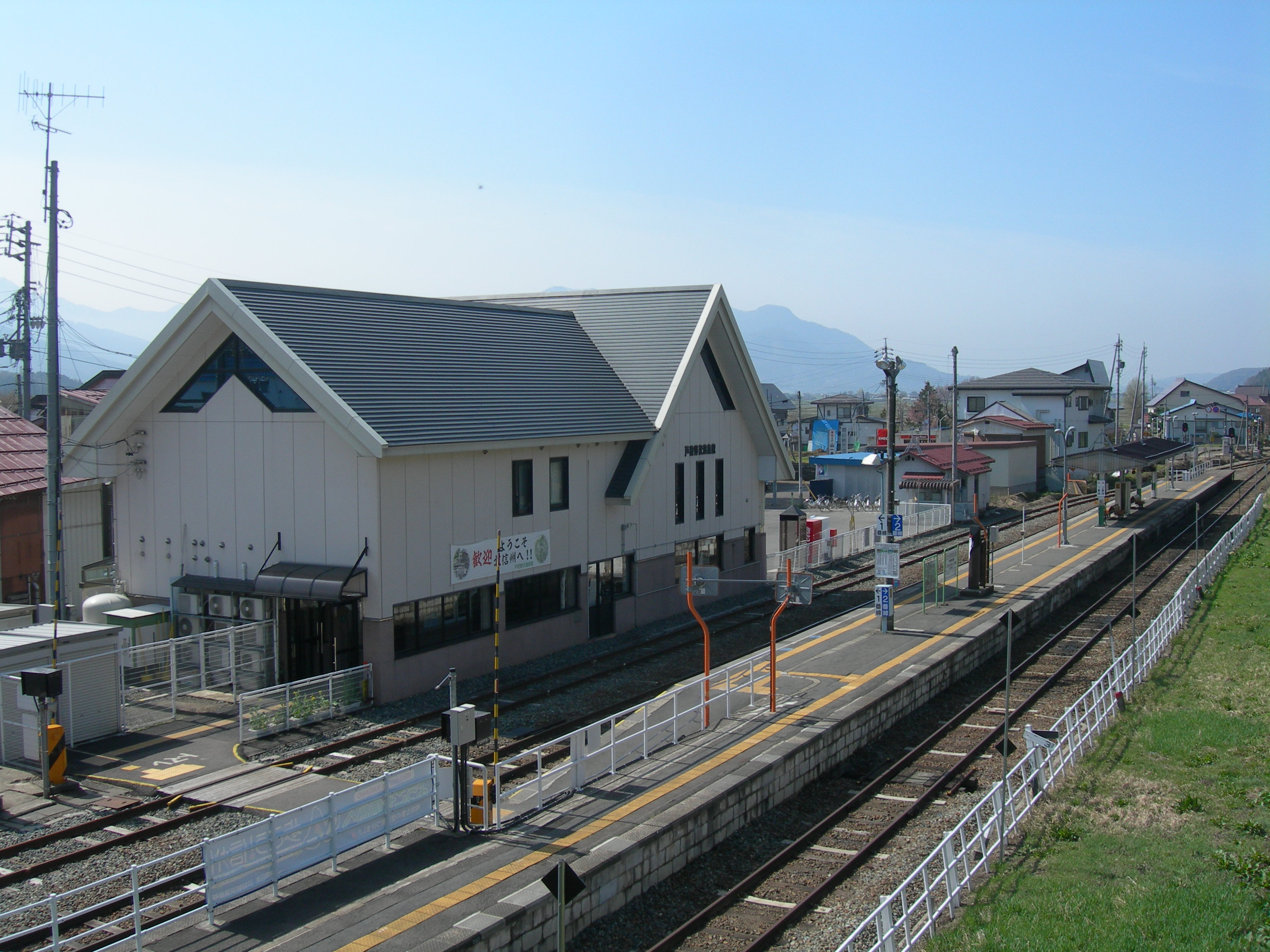
月台

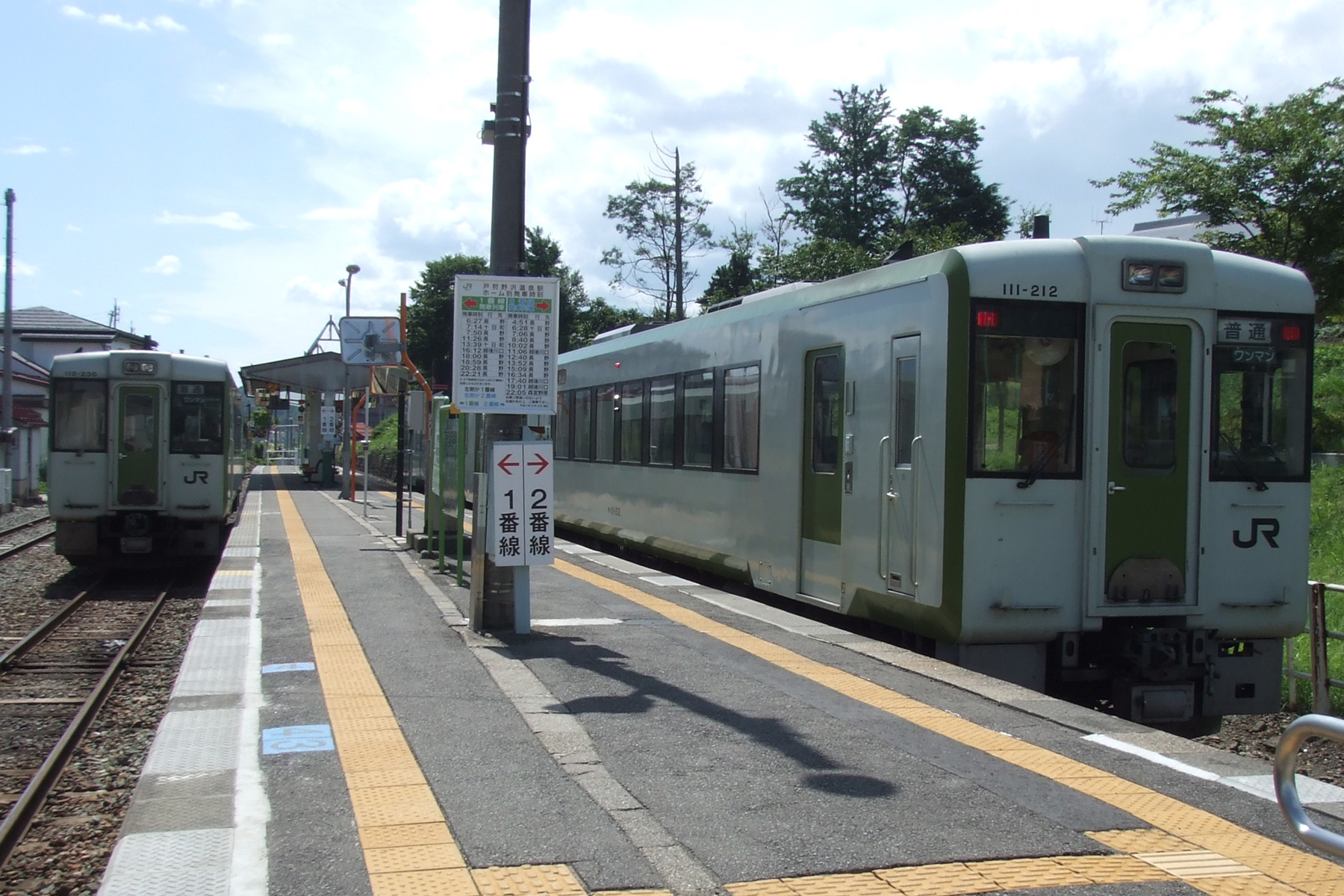
月台上

戶狩野澤溫泉站（日语：／ Togarinozawa-Onsen eki */?）是位於長野縣飯山市大字照里，東日本旅客鐵道（JR東日本）的飯山線車站。

## 概要
與車站名稱中提及，此站是戶狩溫泉的玄關口車站。此站是飯山線長野縣一方在運輸上的重要地點，此站有許多列車作為起點站和終點站。此站前往豐野方向的班次較多，在大部分時段，每1小時至1小時30分班1班，另一方向（十日町方向）每日只有8往返班次。部分上下行列車會在此站分離和結併作業。此站設有2列列車夜間停泊。
此站，由於車站名稱有6隻字，部分車站時間表中會簡稱此站為「戶狩」。

## 歷史
- 1923年（大正12年）7月6日：飯山鐵道 飯山站至桑名川站之間開通，此站啟用，當時車站名為戶狩站[1]。
- 1944年（昭和19年）6月1日：隨著飯山鐵道國有化，飯山鐵道編入至運輸通信省（後來為日本國有鐵道）飯山線[4]。
- 1987年（昭和62年）
  - 3月1日：車站改名為戶狩野澤溫泉站[1]。
  - 4月1日：伴隨國鐵分割民營化，車站由東日本旅客鐵道（JR東日本）營運。
- 1993年（平成5年）
  - 8月：開始進行車站翻新工程[5]。
  - 12月：在舊車站大樓往十日町站15米處[5]的現車站大樓竣工[1][6]。

## 車站構造
車站是一座地面車站，設有1面2線的島式月台，車站大樓與月台之間設有站內平交道。此站設有留置線。車站大樓在1993年翻新，為一座2層高的鋼架建築物，總工程費用為1億3000萬日圓。當中1億日圓由當地商工會議所負擔。
此站是由飯山站管理的直營車站。車站內設有綠色窗口和自動售票機。曾經車站內設有KIOSK。

### 月台
| 月台 | 路線    | 上下行 | 方向                 | 備註                 |
| ---- | ------- | ------ | -------------------- | -------------------- |
| 1    | ■飯山線 | 上行   | 長野方向             |                      |
| 1    | ■飯山線 | 下行   | 十日町、越後川口方向 | 從此站出發的列車使用 |
| 2    | ■飯山線 | 上行   | 長野方向             | 從此站出發的列車使用 |
| 2    | ■飯山線 | 下行   | 十日町、越後川口方向 |                      |

## 使用狀況
根據「JR東日本」資料，在2019年度（令和元年度）1日平均乘車人次為141人。
以下為近年乘車人次變化。
| 乘車人次變化       | 乘車人次變化     | 乘車人次變化    |
| 年度               | 1日平均 乘車人次 | 參考資料        |
| ------------------ | ---------------- | --------------- |
| 2000年（平成12年） | 443              | [ 利用客数 2 ]  |
| 2001年（平成13年） | 404              | [ 利用客数 3 ]  |
| 2002年（平成14年） | 415              | [ 利用客数 4 ]  |
| 2003年（平成15年） | 415              | [ 利用客数 5 ]  |
| 2004年（平成16年） | 362              | [ 利用客数 6 ]  |
| 2005年（平成17年） | 350              | [ 利用客数 7 ]  |
| 2006年（平成18年） | 345              | [ 利用客数 8 ]  |
| 2007年（平成19年） | 351              | [ 利用客数 9 ]  |
| 2008年（平成20年） | 314              | [ 利用客数 10 ] |
| 2009年（平成21年） | 316              | [ 利用客数 11 ] |
| 2010年（平成22年） | 299              | [ 利用客数 12 ] |
| 2011年（平成23年） | 301              | [ 利用客数 13 ] |
| 2012年（平成24年） | 298              | [ 利用客数 14 ] |
| 2013年（平成25年） | 297              | [ 利用客数 15 ] |
| 2014年（平成26年） | 254              | [ 利用客数 16 ] |
| 2015年（平成27年） | 185              | [ 利用客数 17 ] |
| 2016年（平成28年） | 160              | [ 利用客数 18 ] |
| 2017年（平成29年） | 148              | [ 利用客数 19 ] |
| 2018年（平成30年） | 150              | [ 利用客数 20 ] |
| 2019年（令和元年） | 141              | [ 利用客数 1 ]  |

## 車站周邊
- 戶狩溫泉、戶狩溫泉滑雪場（日语：戸狩温泉スキー場） - 此站或飯山站可轉乘巴士前往[8]。
- 戶狩小學
- 常盤郵局
- 千曲川
- 國道117號（日语：国道117号）
- 野溫溫泉、野澤溫泉滑雪場（日语：野沢温泉スキー場） - 位於千曲川對面岸，距離20分鐘行車距離。在飯山站可轉乘巴士前往[3]。

## 巴士路線

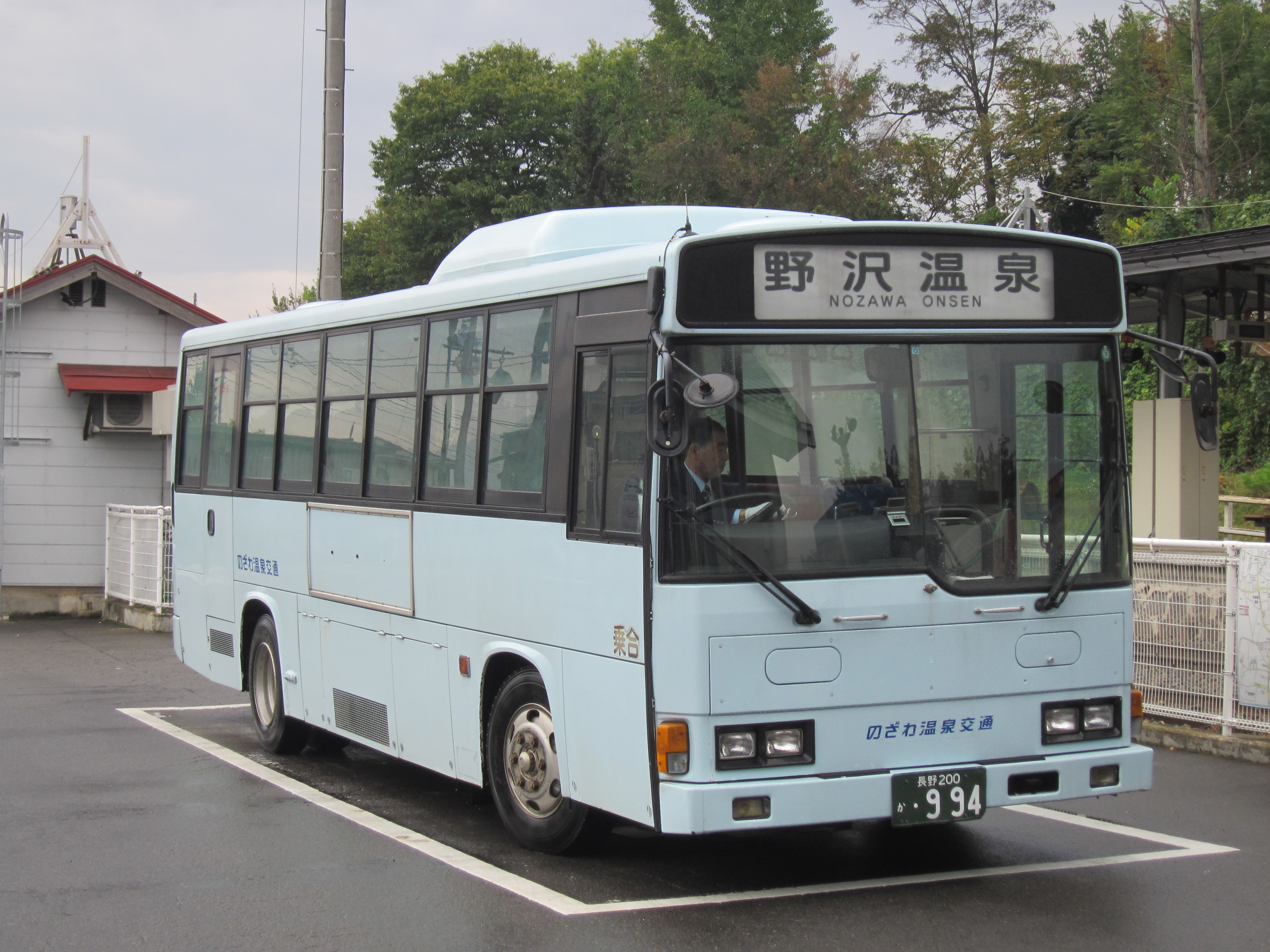
曾經前往野澤溫泉方向的巴士路線

在站前設有長電巴士戶狩野澤溫泉站巴士站。另外，也設有飯山市共乘的士「菜之花的士」（需要事前電話預約）。
曾經此站設有野澤溫泉交通巴士路線前往野澤溫泉方向，該路線在2015年3月31日取消。
長電巴士
- 小境線
  - 飯山站 - （日赤（日语：飯山赤十字病院）） - 本町 - 信濃平 - 小境 - 戶狩溫泉滑雪場 - 戶狩野澤溫泉站
逢星期六、日、假日、12月29日至1月3日和8月13日至8月16日暫停服務
- 溫井線
  - 飯山站 - （日赤） - 本町 - 飯山高校（日语：長野県飯山高等学校） - 平 - 戶狩野澤溫泉駅 - （戶狩溫泉滑雪場） - 二宮 - （溫井） - （柄山）

## 相鄰車站
東日本旅客鐵道（JR東日本）
■飯山線
信濃平－戶狩野澤溫泉－上境

## 注腳

### 使用狀況
1. 1 2  各駅の乗車人員（2019年度） （页面存档备份，存于）（日語） - 東日本旅客鐵道
2. ↑  各駅の乗車人員（2000年度） （页面存档备份，存于）（日語） - 東日本旅客鐵道
3. ↑  各駅の乗車人員（2001年度） （页面存档备份，存于）（日語） - 東日本旅客鐵道
4. ↑  各駅の乗車人員（2002年度） （页面存档备份，存于）（日語） - 東日本旅客鐵道
5. ↑  各駅の乗車人員（2003年度） （页面存档备份，存于）（日語） - 東日本旅客鐵道
6. ↑  各駅の乗車人員（2004年度） （页面存档备份，存于）（日語） - 東日本旅客鐵道
7. ↑  各駅の乗車人員（2005年度） （页面存档备份，存于）（日語） - 東日本旅客鐵道
8. ↑  各駅の乗車人員（2006年度） （页面存档备份，存于）（日語） - 東日本旅客鐵道
9. ↑  各駅の乗車人員（2007年度） （页面存档备份，存于）（日語） - 東日本旅客鐵道
10. ↑  各駅の乗車人員（2008年度） （页面存档备份，存于）（日語） - 東日本旅客鐵道
11. ↑  各駅の乗車人員（2009年度） （页面存档备份，存于）（日語） - 東日本旅客鐵道
12. ↑  各駅の乗車人員（2010年度） （页面存档备份，存于）（日語） - 東日本旅客鐵道
13. ↑  各駅の乗車人員（2011年度） （页面存档备份，存于）（日語） - 東日本旅客鐵道
14. ↑  各駅の乗車人員（2012年度） （页面存档备份，存于）（日語） - 東日本旅客鐵道
15. ↑  各駅の乗車人員（2013年度） （页面存档备份，存于）（日語） - 東日本旅客鐵道
16. ↑  各駅の乗車人員（2014年度） （页面存档备份，存于）（日語） - 東日本旅客鐵道
17. ↑  各駅の乗車人員（2015年度） （页面存档备份，存于）（日語） - 東日本旅客鐵道
18. ↑  各駅の乗車人員（2016年度） （页面存档备份，存于）（日語） - 東日本旅客鐵道
19. ↑  各駅の乗車人員（2017年度） （页面存档备份，存于）（日語） - 東日本旅客鐵道
20. ↑  各駅の乗車人員（2018年度） （页面存档备份，存于）（日語） - 東日本旅客鐵道

## 外部連結
- 車站資訊（戶狩野澤溫泉）：東日本旅客鐵道